# Halcampa kefersteini
Halcampa kefersteini är en havsanemonart som först beskrevs av Wilhelm Moritz Keferstein 1863, och fick sitt nu gällande namn av nomen oblitum. Halcampa kefersteini ingår i släktet Halcampa och familjen Halcampidae. Inga underarter finns listade i Catalogue of Life.